# Karl-Adolf Zenker

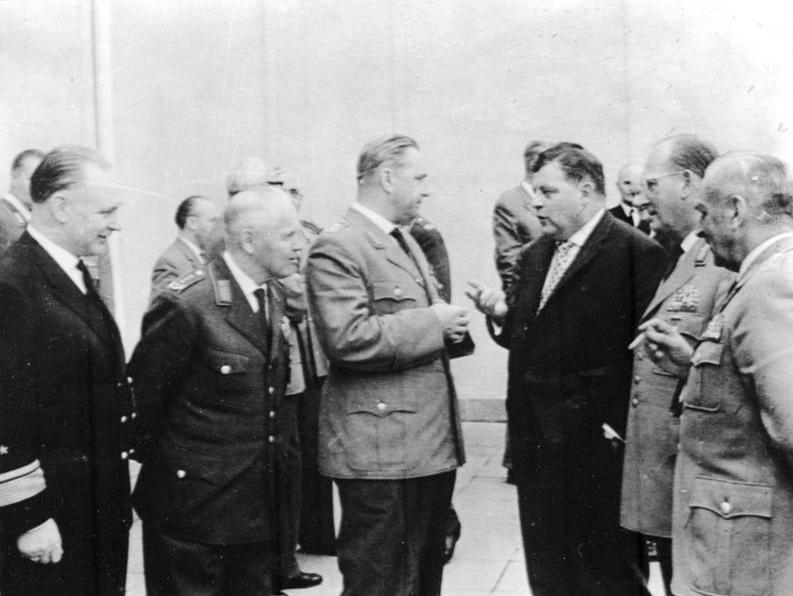
Karl-Adolf Zenker (ganz links), auf einem Generalstreffen in Stuttgart, 1961

Karl-Adolf Zenker (* 19. Juli 1907 in Schöneberg (heute zu Berlin); † 27. März 1998 in Bonn) war ein deutscher Vizeadmiral und von 1961 bis 1967 Inspekteur der Marine der Bundeswehr.

## Leben
Zenker war ein Sohn des Kriegsschiffkommandanten, dem späteren Admiral Hans Zenker, und dessen Ehefrau Mathilde „Hilde“ Zenker, geborene Thiele. Er war verheiratet mit Else Schultz († 1965); aus der Ehe entstammten die drei Kinder Kay, Vera und Malte.

### Reichsmarine
Karl-Adolf Zenker trat am 1. April 1926 als Offizieranwärter in die Reichsmarine ein und erhielt seine Rekrutenausbildung bei der II. Schiffsstammdivision der Ostsee in Stralsund. Von Juli bis Oktober 1926 leistete er seine seemännische Grundausbildung auf dem Segelschulschiff Niobe und anschließend bis zum 23. März 1928 auf dem Leichten Kreuzer Emden. Von März 1928 bis März 1929 folgte die Fähnrichs-Kriegsschulausbildung an der Marineschule Mürwik in Flensburg-Mürwik und anschließend bis Mai 1929 ein Bordnachrichten-Lehrgang an der Torpedo- und Nachrichtenschule (TNS) Flensburg-Mürwik. Bis Februar 1930 nahm Zenker an mehreren Waffenlehrgängen an den Waffenschulen Kiel, Flensburg-Mürwik und Stralsund sowie bei der 4. / II. Schiffsstammdivision der Ostsee in Stralsund teil. Vom 3. Februar 1930 bis 22. September 1931 wurde er an Bord des Leichten Kreuzers Königsberg zum Fähnrich sowie Wachleutnant ausgebildet. Von September 1931 bis September 1932 war er Rekruten-Zugoffizier bei der III. Marine-Artillerie-Abteilung in Swinemünde und danach bis 19. Juni 1933 Ausbildungs- und Segeloffizier auf Schulbooten der Marineschule Mürwik. Von 20. Juni 1933 bis 27. September 1934 war Zenker Ausbildungs- und Wachoffizier auf dem Segelschulschiff Gorch Fock (I) und anschließend Wachoffizier auf den Minensuchbooten M 145 und M 111 der 1. Minensuchflottille.

### Kriegsmarine
Am 1. April 1936 wurde er zum Kapitänleutnant befördert, und am 1. Juni 1936 übernahm er als Kommandant das Minensuchboot M 146 der 1. Minensuchflottille. Ab 23. September 1936 war Zenker Erster Offizier auf dem Segelschulschiff Gorch Fock. Von 1. November 1938 bis 16. Juli 1939 erhielt er an der Marineakademie Kiel seine Admiralstabsausbildung. Ab 16. Juli 1939 diente er als Stabsoffizier (Minenkriegsreferent) im Marinegruppenkommando West in Wilhelmshaven. Dem Marinegruppenkommando West unter Admiral Alfred Saalwächter oblag zu dieser Zeit die taktische Leitung der Marineoperationen beim Unternehmen Weserübung, der Besetzung von Dänemark und Norwegen im April 1940. Am 11. August 1940 wurde Zenker Admiralstabsoffizier im neu gebildeten Marinegruppenkommando Nord in Wilhelmshaven und Kiel unter Führung von Generaladmiral Rolf Carls, das durch Umbenennung aus dem Marinegruppenkommando Ost hervorgegangen war. Am 26. Oktober 1941 wurde Zenker Erster Offizier und am 11. August 1942 Kommandant des Zerstörers Hans Lody. Vom 11. März 1943 bis zum 19. Januar 1944 hielt er als Korvettenkapitän das Kommando über den Zerstörer Z 28, der das Schlachtschiff Scharnhorst im März 1943 nach Norwegen begleitete. Im Juli 1943 wurde sein Schiff durch Bombentreffer stark beschädigt und musste zur Instandsetzung in eine Werft in Trondheim und ab August 1943 in eine Werft nach Deutschland beordert werden. Die Instandsetzung dauerte bis Anfang Januar 1944.  Zenker diente von 20. Januar 1944 bis zum Kriegsende als Admiralstabsoffizier, gehörte der Seekriegsleitung an und war Referent für Minenkriegführung in der Operations-Abteilung des Oberkommandos der Marine (OKM) im Lager Koralle in Bernau bei Berlin. Bei Kriegsende (September 1945) geriet Zenker in Schleswig-Holstein als Fregattenkapitän in britische Kriegsgefangenschaft.

### Nachkriegszeit
Nach dem Krieg wurde er von 1945 bis 1946 von den Alliierten im Bereich des Deutschen Minenräumdiensts als Gruppenleiter bzw. Verbindungsoffizier in Glückstadt, Travemünde und Kiel eingesetzt. Nach der Entlassung aus der Gefangenschaft am 22. August 1946 war Zenker bis Juli 1951 als Angestellter der Landesverwaltung von Rheinland-Pfalz und später Leiter der Abteilung Schiffsinstandsetzung bei der Wasserstraßenverwaltung in Rheinland-Pfalz tätig und nebenbei von Juli 1950 bis Juli 1951 Binnenschifffahrtreferent des Verkehrsministeriums.
Im Frühjahr 1949 wurde Zenker von den US-Streitkräften in Deutschland in das Naval Historical Team mit Sitz in Bremerhaven berufen, das die deutsche Marinegeschichte des Zweiten Weltkriegs aufarbeiten sollte, zugleich aber bereits an Leitlinien für eine neue Marine arbeitete.
Ab August 1951 arbeitete Zenker im Amt Blank als Referent und später als Leiter der Gruppe Marine (II/PI/M) in der Abteilung II/PI „Militärische Planung“. Im November 1955 entstand aus dem Amt Blank das Bundesministerium der Verteidigung, und Zenker wurde die kommissarische Leitung der Abteilung VII (Marine) übertragen, die er bis zum Dienstantritt Vizeadmiral Friedrich Ruges im März 1956 ausübte. Am 21. Dezember 1955 wurde er zum Kapitän zur See befördert. Er gehörte zu den ersten aktiven Soldaten der neuen Bundesmarine der 1955 gegründeten Bundeswehr.

### Bundesmarine
Als kommissarischer Leiter der Marine-Abteilung hielt er am 16. Januar 1956 in Wilhelmshaven eine Rede zur Begrüßung der ersten Soldaten der neuen Marine, die wegen ihrer Aussagen zur deutschen Marinetradition heftig kritisiert wurde. Zenker versuchte, eine ungebrochene Marinetradition von der Reichsflotte 1848 bis zur Bundesmarine 1956 darzustellen und verteidigte ausdrücklich die als Kriegsverbrecher verurteilten Großadmirale Raeder und Dönitz, die in den Nürnberger Prozessen wegen ihrer politischen Handlungen, nicht aber als Oberbefehlshaber der Marine verurteilt worden seien.
Diese so genannte Zenker-Rede führte zu einer grundsätzlichen politischen Debatte über das Verhältnis von Wehrmacht und Bundeswehr. Diese Debatte, die zunächst im Verteidigungsausschuss, später im Bundestag selbst ausgetragen wurde, half, ein grundsätzliches gemeinsames Verständnis über die Traditionspflege der Bundeswehr zu entwickeln. Sie schwächte jedoch zugleich die Position des Verteidigungsministers Theodor Blank, dem mangelnde Übersicht über sein Ministerium vorgeworfen wurde. Im Oktober 1956 musste er sein Amt an Franz Josef Strauß übergeben. Zenker konnte in seinem Amt als kommissarischer Leiter der Gruppe Marine (II/PI/M) (und damit als höchster Marineoffizier der Bundeswehr) verbleiben, weil bereits feststand, dass Ruge kurz darauf in das Amt des Inspekteurs der Marine berufen werden sollte.
Im Dezember 1955 wurde Zenker Leiter der Unterabteilung A Führung und Verbandsausbildung im Führungsstab der Marine. Am 3. Januar 1957 wurde er Befehlshaber der Seestreitkräfte der Nordsee und damit zugleich NATO „Commander German North Sea Subarea“ (COMGERNORSEA). In dieser Funktion als „NATO-Befehlshaber Deutsche Bucht“ wurde er am 26. April 1957 zum Flottillenadmiral befördert. Von Juli 1960 bis August 1961 war er Kommandeur des Kommandos der Marineausbildung, und am 15. Oktober 1960 wurde er zum Konteradmiral befördert. Im August 1961 wurde Zenker als Nachfolger Ruges der zweite Inspekteur der Bundesmarine. Es folgte die Beförderung zum Vizeadmiral am 29. Januar 1962.
Während Zenkers Amtszeit als Inspekteur wurde der 1956 begonnene Aufbau der Bundesmarine vorangetrieben, und es kam zu ersten Korrekturen der ursprünglichen Pläne. So wurden die Organisation und die Einbindung der Marine in die NATO-Strukturen der veränderten Lage und der wachsenden sowjetischen Bedrohung angepasst (siehe auch: Bundesmarine).
Im September 1967 trat Vizeadmiral Zenker in den Ruhestand. Er lebte in Bonn-Röttgen, war Rotarier, blieb bis kurz vor seinem Tod aktiv am Geschehen in der Marine interessiert und trat regelmäßig bei Veranstaltungen der Marine auf.

## Auszeichnungen
- Zenker erhielt hohe Kriegsauszeichnungen
- zweimal den amerikanischen Orden Legion of Merit (Commander)
- das Großoffizierskreuz des italienischen und französischen Verdienstordens
- den portugiesischen Militär-Verdienstorden I. Klasse
- 1967: Großes Verdienstkreuz mit Stern des Verdienstordens der Bundesrepublik Deutschland[1]